# Sans un mot
Sans un mot (укр. «Без слів» або «Мовчки») — пісня Жана-Жака Ґольдмана, записана в 1981 році.  Увійшла до його першого студійного альбому «Démodé».

## Про пісню
Гітарна композиція «Sans un mot» має характерні поп-рокові елементи тогочасся. Темпову вокальну партію Жан-Жак супроводжує експресивним гітарним награванням. Пісню переспівували: і сам автор, й інші французькі виконавці.

## Фрагмент пісні
Фрагмент пісні (приспів):
On nous gonflait la tête de désirs vulgaires

De pouvoir et d'argent qu'on aurait mis à l'eau

Nous on parlait histoire, liberté, univers

Et l'on aurait donné notre vie sans un mot, sans un mot